# Chalán Kiya
Chalán Kiya es una localidad de las Islas Marianas del Norte, en la isla de Saipán.
- Datos: Q99749523